# Luhove, Melitopol
Luhove (în ucraineană Лугове) este un sat în comuna Terpinnea din raionul Melitopol, regiunea Zaporijjea, Ucraina.

## Demografie
Componența lingvistică a localității Luhove
     Ucraineană (50%)
     Rusă (46,67%)
     Belarusă (3,33%)
Conform recensământului din 2001, majoritatea populației localității Luhove era vorbitoare de ucraineană (50%), existând în minoritate și vorbitori de rusă (46,67%) și belarusă (3,33%).